# Aphaenogaster fabulosa
Aphaenogaster fabulosa é uma espécie de inseto do gênero Aphaenogaster, pertencente à família Formicidae.